# إد تايلور
إد تايلور (بالإنجليزية: Ed Taylor)‏ هو لاعب كرة قدم أمريكية أمريكي، ولد في 13 مايو 1953 في ممفيس في الولايات المتحدة.

## وصلات خارجية
- إد تايلور على موقع مرجع كرة القدم المحترفة.كوم (الإنجليزية)